# WWE Vengeance
WWE Vengeance, conhecido como NXT Vengeance Day desde 2021, é um evento americano de wrestling profissional produzido pela WWE, uma promoção de wrestling profissional com sede em Connecticut. O evento foi criado originalmente em 2001 como um pay-per-view (PPV), quando a promoção ainda se chamava World Wrestling Federation (WWF). Ele inicialmente substituiu Armageddon para o PPV de dezembro da promoção devido a problemas de sensibilidade após os ataques de 11 de setembro. No entanto, Armageddon retornaria no ano seguinte, com Vengeance indo para julho como um substituto para Fully Loaded. Após a promoção ser renomeada para WWE e a implementação da extensão da marca no início de 2002, o evento foi feito exclusivo para a marca SmackDown em 2003, e depois Raw de 2004 a 2006, antes da WWE descontinuar os pay-per-views exclusivos da marca.
Em 2007, Vengeance foi realizado como Vengeance: Night of Champions, com todos os campeonatos da WWE na época sendo defendidos. Night of Champions substituiria Vengeance como uma cronologia independente no ano seguinte, mas Vengeance fez um retorno pontual em outubro de 2011. Em fevereiro de 2021, a WWE reviveu Vengeance para a marca NXT como um evento TakeOver chamado Vengeance Day, que foi o primeiro e único Vengeance ao ar na WWE Network, além do PPV tradicional. O nome também foi uma referência à programação do Dia dos Namorados. A série TakeOver foi descontinuada em setembro, no entanto, Vengeance continuou sob o nome Vengeance Day, com o evento de 2022 sendo realizado como um episódio especial do NXT 2.0. Isso estabeleceu o Vengeance Day como o evento anual dos namorados do NXT.

## História
Vengeance foi realizado pela primeira vez em 9 de dezembro de 2001, substituindo o Armageddon como o pay-per-view (PPV) de dezembro da então World Wrestling Federation (WWF); A equipe do WWF sentiu que o título "Armageddon" era muito sensível após os ataques de 11 de setembro. No entanto, Armageddon retornaria no ano seguinte, com Vengeance indo para julho como um substituto para Fully Loaded (que havia sido substituído em 2001 por Invasion, o primeiro PPV a incorporar a angle Invasion). A edição de 2002 da Vengeance foi a primeira a ser promovida sob o nome World Wrestling Entertainment (WWE), depois que a WWF foi renomeada para WWE no início daquele mesmo ano.
Após a extensão da marca no início de 2002, onde a promoção dividiu sua lista em duas marcas separadas, onde os lutadores se apresentavam exclusivamente, Vengeance tornou-se exclusivo do SmackDown! em 2003, e, em seguida, Raw de 2004 a 2006. A WWE então descontinuou os pay-per-views exclusivos da marca após a WrestleMania 23 em abril de 2007; a edição de 2007 foi marcada como Vengeance: Night of Champions, com todos os nove campeonatos da WWE na época sendo contestados, que incluíam ECW, um marca que havia sido estabelecida no ano anterior. Night of Champions se tornaria sua própria cronologia em 2008, substituindo Vengeance em seu slot de julho na programação PPV da WWE.
Em abril de 2011, a WWE deixou de usar seu nome completo com a abreviação "WWE" tornando-se um inicialismo órfão, enquanto em agosto, a extensão da marca terminou. Naquele outubro, Vengeance fez um retorno pontual, substituindo o Bragging Rights. Vengeance foi novamente descontinuado após 2011. Em janeiro de 2021, mais de quatro anos após a divisão da marca ser restabelecida, a marca NXT da WWE anunciou que reviveria Vengeance como um show NXT TakeOver em 14 de fevereiro intitulado NXT TakeOver: Vengeance Day; seu título também fazia alusão à programação do dia dos namorados do evento. Este também seria o primeiro Vengeance a ir ao ar no serviço de streaming online da WWE, o WWE Network (lançado em fevereiro de 2014), além do PPV tradicional. Devido à pandemia do COVID-19, o evento foi realizado em uma bolha bio-segura chamada Capitol Wrestling Center, sediada no WWE Performance Center em Orlando, Flórida.
Em setembro de 2021, o NXT foi renomeado como NXT 2.0, retornando a marca à sua função original como território de desenvolvimento da WWE. A série TakeOver também foi descontinuada. Como WarGames, no entanto, o Vengeance Day continuou como seu próprio evento, com o evento de 2022 agendado para 15 de fevereiro de 2022. Ao contrário de todos os eventos anteriores do Vengeance, no entanto, o evento de 2022 foi realizado como um especial de televisão, exibido como um episódio especial de NXT 2.0. Isso, por sua vez, estabeleceu o Vengeance Day como o evento anual dos namorados do NXT.

## Eventos
|  | Evento com a marca Raw |  | Evento com a marca SmackDown |  | Evento com a marca NXT |

| 1                                                   | Vengeance (2001)              | 9 de dezembro de 2001   | San Diego, California        | San Diego Sports Arena                             | Stone Cold Steve Austin (WWF) vs. Chris Jericho (World) em uma luta de unificação para unificar o Campeonato da WWF e o Campeonato Mundial dos Pesos Pesados da WCW como o Campeonato Indiscutível da WWF | [ 16 ] [ 17 ]        |
| 2                                                   | Vengeance (2002)              | 21 de julho de 2002     | Detroit, Michigan            | Joe Louis Arena                                    | The Undertaker (c) vs. Kurt Angle vs. The Rock em uma luta triple threat pelo Campeonato Indiscutível da WWE                                                                                              | [ 18 ]               |
| 3                                                   | Vengeance (2003)              | 27 de julho de 2003     | Denver, Colorado             | Pepsi Center                                       | Brock Lesnar (c) vs. Big Show vs. Kurt Angle em uma luta triple threat pelo Campeonato da WWE | [ 19 ] [ 20 ] [ 21 ] |
| 4                                                   | Vengeance (2004)              | 11 de julho de 2004     | Hartford, Connecticut        | Hartford Civic Center                              | Chris Benoit (c) vs. Triple H pelo Campeonato Mundial dos Pesos Pesados | [ 22 ] [ 23 ] [ 24 ] |
| 5                                                   | Vengeance (2005)              | 26 de junho de 2005     | Paradise, Nevada             | Thomas & Mack Center                               | Batista (c) vs. Triple H em uma luta Hell in a Cell pelo Campeonato Mundial dos Pesos Pesados | [ 25 ] [ 26 ] [ 27 ] |
| 6                                                   | Vengeance (2006)              | 25 de junho de 2006     | Charlotte, North Carolina    | Charlotte Bobcats Arena                            | D-Generation X (Triple H e Shawn Michaels) vs. The Spirit Squad (Kenny, Johnny, Mitch, Nicky e Mikey) em uma luta handicap 2-contra-5                                                                     | [ 28 ] [ 29 ]        |
| 7                                                   | Vengeance: Night of Champions | 24 de junho de 2007     | Houston, Texas               | Toyota Center                                      | John Cena (c) vs. Bobby Lashley vs. King Booker vs. Mick Foley vs. Randy Orton em uma luta Five-Pack Challenge pelo Campeonato da WWE                                                                     | [ 30 ] [ 31 ] [ 32 ] |
| 8                                                   | Vengeance (2011)              | 23 de outubro de 2011   | San Antonio, Texas           | AT&T Center                                        | Alberto Del Rio (c) vs. John Cena em uma luta Last Man Standing pelo Campeonato da WWE | [ 9 ]                |
| 9                                                   | NXT TakeOver: Vengeance Day   | 14 de fevereiro de 2021 | Orlando, Florida             | Capitol Wrestling Center no WWE Performance Center | Finn Bálor (c) vs. Pete Dunne pelo Campeonato do NXT | [ 11 ]               |
| 10                                                  | NXT Vengeance Day (2022)      | 15 de fevereiro de 2022 | Orlando, Florida             | WWE Performance Center                             | Bron Breakker (c) vs. Santos Escobar pelo Campeonato do NXT | [ 14 ]               |
| 11                                                  | NXT Vengeance Day (2023)      | 4 de fevereiro de 2023  | Charlotte, Carolina do Norte | Spectrum Center                                    | Bron Breakker (c) vs. Grayson Waller em uma luta em uma jaula de aço pelo Campeonato do NXT | [ 33 ]               |
| 12                                                  | NXT Vengeance Day (2024)      | 4 de fevereiro de 2024  | Clarksville, Tennessee       | F&M Bank Arena                                     | Ilja Dragunov (c) vs. Trick Williams pelo Campeonato do NXT | [ 34 ]               |
| 13                                                  | NXT Vengeance Day (2025)      | 15 de fevereiro de 2025 | Washington, D.C.             | CareFirst Arena                                    | Giulia (c) vs. Bayley vs. Roxanne Perez vs. Cora Jade em uma luta Fatal four-way pelo Campeonato Feminino do NXT                                                                                          | [ 35 ]               |
| (c) – refere-se ao(s) campeão(es) indo para a luta. |                               |                         |                              |                                                    | |                      |